# Антон Шандор Ла-Вей
Антон Шандор ЛаВей (англ. Anton Szandor LaVey) (11 квітня 1930 — 29 жовтня 1997) — засновник та верховний жрець організації «Церква Сатани», автор «Біблії Сатани», відомий як засновник авторського варіанту сатанізму.

## Біографія
Біографія Антона ЛаВея досі нерідко стає об'єктом дискусій. Він народився у Чикаго, штат Іллінойс, у сім'ї торговця алкоголем. Існує припущення, що ім'я «Антон Шандор ЛаВей» було взято ним у пізніші роки, оскільки, імовірно, воно йому більш імпонувало, ніж те ім'я, яким його нагородили батьки. Як стверджує дочка ЛаВея Зіна та її чоловік Ніколас Шрек, в свідоцтві про народження Ла-Вея, виданому в окрузі Кук, штат Іллінойс, записано ім'я Говард Стентон Леві (Howard Stanton Levey); батьків же звали Майкл та Ґертруда Леві (Levey). Тим не менш, багато свідчень Зіни, яка тривалий час ворогувала з батьком, було оскаржено Бланш Бартон, останньою дружиною Ла-Вея та автором його авторизованої біографії «Таємне життя сатаніста», у відомому відкритому листі «The Georges Montalba Mystery», в якому статтю Зіни та Ніколаса Шреків було напряму названо фальсифікацією (див. нижче). Так, Бартон стверджує, що в картці соціального забезпечення Ла-Вея зазначалось «Говард Стентон ЛаВей» — «Howard Stanton LaVey», а зовсім не «Говард Стентон Леві», як заявляє його донька. Бартон розповідає: 
Я також бачила його дитячі книги, дитячою рукою підписані — «Антон Шандор Ла-Вей». Його батько писав своє прізвище як «ЛеВей» (LeVey), дядько Антона писав своє прізвище як «Ла-Вей» (LaVey). Їх першопочаткове прізвище звучало як «Боем» (Boehm), яке було змінено на «Ла-Вей» на острові Елліс, коли дідусь Антона приїхав до країни з ЛеВей, Франція. Наскільки я знаю, дане Ла-Вею при народженні ім'я досить могло звучати як «Говард Стентон ЛеВей». (Бартон Бланш, «The Georges Montalba Mystery») 
Незабаром його батьки переїхали до Каліфорнії, де в Сан-Франциско Ла-Вей провів більшу частину свого життя. Його рід був сумішшю французької, ельзаської, німецької та румунської крові. Батьки Ла-Вея усіляко підтримували розвиток його музичних здібностей, завдяки чому він навчився грати на багатьох музичних інструментах. Особливо йому подобались клавішні інструменти — такі, як орган та калліопа. Однією з його здібностей було те, що він міг зіграти будь-яку мелодію на слух.
Музичні смаки Ла-Вея — класична музика, а також Антон підтримував рок-групи, такі як Slayer, Оззі Осборн, Electric Hellfire Club, Mercyful Fate, Deicide, Marilyn Manson, Acheron, Morbid Angel.
Сам Антон Ла-Вей вважав, що на його розвиток сильно вплинула темна література та перекази, журнали наукової фантастики та жахів, книги Джека Лондона, фільми нуар, німецький експресіонізм та такі історичні особистості, як Алессандро Каліостро, Распутін та Василій Захарофф.
Відповідно до офіційної біографії, Ла-Вей покинув школу на останніх роках навчання, аби приєднатися до гастролюючого циркового шоу, спочатку як звичайний цирковий робітник та помічник у виступах з дикими кішками, потім як музикант, який грає на калліопі. Ла-Вей пізніше зазначить, що спостереження за тими самими людьми, які відвідували як стриптиз-шоу в суботні вечори, так й намети з церковниками по ранках у неділю, сприяло формуванню його зростаючому цинічному ставленню до реліґії. Потім він деякий час працював органістом в різних барах та нічних клубах. В період, коли Ла-Вей грав на органі в музичних закладах Лос-Анджелесу, за його словами, в нього був нетривалий роман з іще невідомою на той час Мерилін Монро, — одна з тих подій його біографії, яку потім деякі його опоненти поставили під сумнів.
По поверненні до Сан-Франциско з Лос-Анджелесу протягом певного часу Ла-Вей працював фотографом в департаменті поліції. Також він працював дослідником паранормальних явищ. Стверджується, що в цей період він був пов'язаний з підпільними сіоністськими групами в Сан-Франциско, які допомагали переправляти зброю для Ірґун під час ізраїльської війни за незалежність.
У 1952 році Ла-Вей познайомився та одружився з Керол Ленсінґ, яка стала матір'ю його першої доньки — Карли Марітци Ла-Вей (Karla Maritza LaVey). Вони розлучилися у 1960 році після того, як Ла-Вей захопився Діаною Геґарті. Ла-Вей та Геґарті так офіційно й не оформили стосунків, хоча їх роман тривав протягом багатьох років, і вона народила його другу доньку, Зіну Ґалатею Ла-Вей у 1964 році.
Ставши місцевою зіркою завдяки своєму вивченню паранормальних явищ та живим виступам як органіста (включно зі грою на електрооргані вурлітцер у ресторані «Lost Weekend»), Ла-Вей притягав на вечори багатьох відомих у Сан-Франциско особистостей, — серед гостей, наприклад, бували відомий письменник-фантаст Фріц Лейбер, а також д-р Сесіл Ніксон, Форест Екерман, Кеннет Енґер, Честер Артур III, Карін де Плессін та інші.
Ла-Вей почав читати лекції на п'ятничних вечорах з окультних тем для тих, кого він називав «Магічним Колом» своїх знайомих, які поділяють його інтереси. Як сказав йому один з членів даного кола, Ла-Вей володів основою для цілої нової релігії. У Вальпургієву ніч, 30 квітня 1966 року, Антон Ла-Вей рітуально поголив свою голову та проголосив 1966 рік роком заснування «Церкви Сатани» та першим роком ери Сатани.
ЗМІ звернули увагу на Ла-Вея після сатанинської весільної церемонії радикального журналіста Джона Реймонда та нью-йоркської світської левиці Джудіт Кейс, яка відбулась 1 лютого 1967 року. Фотографом на цьому весіллі був відомий Джо Розенталь, автор знакової фотографії підняття прапора американськими військами на горі Сурібачі під час Другої світової війни. Серед друкованих видань, які розмістили статті, в яких Ла-Вей називався «Чорним папою», були «The San Francisco Chronicle» та «Los Angeles Times».
Ла-Вей проводив ритуали сатанинського хрещення (в тому числі й для Зіни Ла-Вей), сатанинського поховання (в тому числі й для офіцера військово-морських сил США Едварда Олсена, нагородженого медаллю за відвагу), а також випустив музичну платівку під назвою «The Satanic Mass» («Сатанинська меса»).
Наприкінці 1960-х — на початку 1970-х років Ла-Вей синтезував філософію Айн Ренд (філософ-об'єктивіст, народжена Аліса Зиновіївна Розенбаум), Фрідріха Ніцше, Генрі Менкена та Джека Лондона з філософією та ритуальними практиками Церкви Сатани, втіливши отриманий мікс в декількох ессе, включивши в них уривки з соціал-дарвіністичного твору «Сила є право» Раґнара Рудобородого. Додавши до цього «сатанізовану» версію Єнохіанських ключів Джона Ді, Ла-Вей висловив свою філософію в найвідомішій своїй роботі — «Біблії Сатани». Пізніше він написав ще низку книг, які розкривали психологічні, суспільні, філософські та інші аспекти сатанізму.
Перелік трьох найвідоміших робіт Ла-Вея:
- «Біблія Сатани»
- «Досконала відьма» (1988 року перевидана як «Сатанінська відьма»)
- «Сатанінські ритуали»

Ла-Вею було присвячено велику кількість статей в засобах масової інформації в усьому світі. Статті про нього з'являлись в таких популярних журналах, як «Look», «McCall's», «Newsweek», «TIME» та «Playboy», він був учасником телевізійних ток-шоу Філа Донаг'ю, Джо Пайна та Джонні Карсона. Ла-Вей також брав участь в зйомках документального фільму «Satanis: The Devil's Mass» (1969 рік).
Хеґарті та Ла-Вей розійшлись в середині 1980-х, й Хеґарті подала на Ла-Вея до суду позов про виплату аліментів, але справу вдалося залагодити поза судовими розборками. Наступним та останнім партнером Ла-Вея була Бланш Бартон, яка стала матір'ю єдиного сина Ла-Вея — Сатани Ксеркса Карнакі Ла-Вея (Satan Xerxes Carnacki LaVey, народ. 1 листопада 1993 року).
Володіючи від природи еклектичною індивідуальністю, Ла-Вей любив класичну музику, малювання, антикварні автомобілі, вогнепальну зброю та тварин (особливо диких кішок). Ла-Вей грав на музичних інструментах та писав музику, використовуючи для цього свої клавішні синтезатори. Як хобі він також писав картини. У своїй філософії особливу увагу він приділяв практиці магії в рамках сатанинських ритуалів. Він дотримувався принципу «відповідальності перед відповідальними» замість того, аби витрачати своє хороше ставлення на безвідповідальних «психічних вампірів». Протягом життя Ла-Вей долучив до себе багато союзників та прихильників, включно з такими відомими особистостями, як Семмі Девіс молодший, Роберт Фуест, Жак Валі, Ейм Мікел, Марк Алмонд, Бойд Райс, Кінґ Даймонд та Мерілін Менсон.
Антон Шандор Ла-Вей помер 29 жовтня 1997 року в лікарні Святої Марії в Сан-Франциско від набряку легень (в цей католицький шпиталь його привезли лише тому, що він був найближчим). За нез'ясованих до кінця обставин було народжено міф про те, що Ла-Вей помер в ніч Гелловіну. Існує версія про те, що прихильники Ла-Вея спеціально виправили дату смерті, аби вийшло, ніби Чорний Папа помер саме 31 жовтня. Таємне сатанинське поховання Ла-Вея, лише для запрошених, було проведено в маленькому містечку Колма (Colma) округу Сан-Матео, штат Каліфорнія; тіло Ла-Вея було кремовано. Прах його не було поховано, а було віддано на зберігання нащадкам.

## Критика
Зіна Шрек, яка розірвала контакти з батьком, (до одруження — Зіна Ґалатея Ла-Вей) та її чоловік Ніколас Шрек в 1998 році опублікували документ під назвою «Anton LaVey: Legend and Reality» («Антон Ла-Вей: міф та реальність»), в якому стверджується, що Ла-Вей свідомо містифікував деякі з фактів свого життя. На ці звинувачення Бланш Бартон, супутниця та особистий біограф Ла-Вея, відповіла в листі, відомим під назвою «The Georges Montalba Mystery».
Серед звинувачень на адресу Ла-Вея:
- Діана, колишня дружина Ла-Вея, заявила, що вона підробила автограф та підпис Мерилін Монро, які він використовував як докази свого роману. Відповідно до Шреків, Наррі Ліптон (агент Мерилін Монро) також заперечив будь-яку можливість зустрічі між Монро та Ла-Веєм.
- В департаменті поліції міста Сан-Франциско нема жодних записів про те, що Антон Ла-Вей коли-небудь працював там у 1940-х роках, але деякі критики вказали на те, що такі старі записи є далекими від повноти й можуть не містити необхідних відомостей. Робота Ла-Вея в цирку також ставиться Шреками під сумнів.
- Зіна ставить під сумнів твердження Ла-Вея про те, що він грав органну музику на платівці «Georges Montalba» в 1950-х, але не надає жодних доказів своїх звинувачень.
- Антон Ла-Вей заявляв про те, що членами Церкви Сатани були «сотні тисяч» людей на піку її популярності. Зіна стоїть на тому, що «кількість членів Церкви Сатани ніколи не перевищувала 300 людей». Юланш Бартон стверджує, що обидві цифри були перебільшеннями, але що твердження Ла-Вея є набагато ближчим до правди.
- Шреки стверджують, що проти Ла-Вея було подано декілька позовів щодо домашнього насилля та сексуальних збочень, цитуючи при цьому «Поліцейські записи Сан-Франциско» («San Francisco Police records») як своє джерело, але ці записи так й не з'явилися ані в друкові, ані в інтернеті, аби супроводити звинувачення.

Більшість зі звинувачень, опублікованих Шреками проти Ла-Вея, було взято зі статті Лоренса Райта (Lorence Wright) в журналі «Rolling Stone» (1996 рік). Як Шреки, так й Райт не надають ніяких доказів на підтримку своїх заяв. Бланш Бартон та інші критики Зіни Шрек вказують на необґрунтовану за своєю інтенсивністю бажання Зіни підірвати репутацію свого батька та оскаржити практично все, що він коли-небудь казав.

### Цитата звідкритого листа[Архівовано8 липня 2006 уWayback Machine.]Бартон до «SF Weekly»
Як й багато інших дітей відомих людей, вона [Зіна Шрек] самостверджується, малюючи свого батька як жорстокого, бездарного, самовдоволеного сучого сина. <…> Вона виявляє велику радість та задоволення в спробах дискредитувати свого батька й, роблячи це, отримує підтримку від усіх нечесних людей, яким вона дає харч для здійснення їх власних планів. Але коли справа дійшла до розподілу майна Ла-Вея після його смерті, вона була більш ніж готова визнати його батьком, не зважаючи навіть на те, що вона відмовлялася спілкуватися з ним протягом останніх семи років його життя й заявляла, що бере на себе відповідальність за його вбивство за допомогою «ритуального проклятія».

## Фільмографія
- «Пробудження мого демонічного брата» / «Invocation of my Demon Brother» (виконавець ролі Сатани, 1969 рік)
- «Сатаніс: Демонічна месса» / «Satanis: The Devil's Mass» (учасник, 1970 рік; фільм видано на DVD компанією Something Weird Video, 2003 рік)
- «Диявольський дощ» / «The Devil's Rain» (технічний консультант, роль Верховного Жреця, 1975 рік)
- «Машина» / «The Car» (творчий консультант, 1977 рік)
- «Доктор Дракула» / «Doctor Dracula», або «Svengali» в американському прокаті (технічний консультант, 1981 рік)
- «Чарльз Менсон суперзірка» / «Charles Manson Superstar» (консультант з досліджень, 1989 рік)
- «Смертельні сцени» / «Death Scenes» (розповідач/ведучий, 1989 рік)
- «Промова Диявола» / «Speak of the Devil» (учасник, 1995 рік)

## Музика Ла-Вея
- The Satanic Mass, LP (Murgenstrumm Records, 1968 рік; перевидано на CD з одним додатковим треком, «Hymn of the Satanic Empire, or The Battle Hymn of the Apocalypse», by Amarillo Records, 1994; Mephisto Media, 2001 рік)
- Answer Me/Honolulu Baby, 7" синґл (Amarillo Records, 1993 рік)
- Strange Music, 10" EP (Amarillo Records, 1994 рік; зараз доступно через Reptilian Records)
- Satan Takes a Holiday, CD (Amarillo Records, 1995 рік; зараз доступно через Reptilian Records)

### Книги А.Ш.Ла-Вея
- "Біблія Сатани / "The Satanic Bible (Avon, 1969, ISBN 0-380-01539-0)
- The Complete Witch, or, What to do When Virtue Fails (Dodd, Mead, 1971, ISBN 0-396-06266-0); republished as The Satanic Witch (Feral House, 1989, ISBN 0-922915-00-8); re-released with an introduction by Peggy Nadramia, and an afterword by Blanche Barton (2003, ISBN 0-922915-84-9).
- «Сатанинські ритуали» / The Satanic Rituals (Avon, 1972, ISBN 0-380-01392-4)
- «Нотатник Диявола» / The Devil's Notebook (Feral House, 1992, ISBN 0-922915-11-3)
- Satan Speaks!, introduction by Blanche Barton, foreword by Marilyn Manson (Feral House, 1998, ISBN 0-922915-66-0)

### Книги, в які включено роботи А.Ш.Ла-Вея
- "Misanthropia, " Rants and Incendiary Tracts: Voices of Desperate Illuminations 1558-Present, edited by Bob Black and Adam Parfrey (Amok Press and Loompanics Unlimited, 1989, ISBN 0-941693-03-1)
- "The Invisible War, " Apocalypse Culture: Expanded & revised edition, edited by Adam Parfrey (Amok Press, 1990, ISBN 0-922915-05-9)
- "Foreward, " Might is Right, or The Survival of the Fittest by Ragnar Redbeard, LL.D., edited by Katja Lane (M.H.P. & Co., Ltd, 1996, ISBN 0-915179-12-1)

### Книги, присвячені А.Ш.Ла-Вею
- The Devil's Avenger: A Biography of Anton Szandor LaVey by Burton H. Wolfe (Pyramid Books, 1974, ISBN 0-515-03471-1, Out of print)
- «Тайне життя сатаніста. Авторизована біографія Антона Ла-Вея» / The Secret Life Of A Satanist: The Authorized Biography of Anton LaVey by Blanche Barton (Feral House, 1990, ISBN 0-922915-12-1)
- Popular Witchcraft: Straight from the Witch's Mouth by Jack Fritscher; featuring Anton LaVey (University of Wisconsin Press: Popular Press, 2004, ISBN 0-299-20300-X, hardcover, ISBN 0-299-20304-2, paperback)

## У масовій культурі
У серіалі Кремнієва долина один з героїв, Бертрам Гілфойл, визначає себе як прихильника Ла-Вея. Він також називає свій суперкомп'ютер ім'ям Антон.
У відеогрі Castlevania: Lords of Shadow 2 лідера Церкви Сатани звуть Гвідо Шандор. Імовірно, це алюзія на Ла-Вея.

### Роботи Ла-Вея
- Біблія Сатани
- Сатанізм (монографія, 1968) [Архівовано 27 лютого 2009 у Wayback Machine.]
- Наймогутніша релігія світу
- Проголошення єнохіанських ключів
- Одинадцять Сатанинських правил Землі та Дев'ять основ Сатанізма
- Девєять Сатанинських Гріхів [Архівовано 28 березня 2009 у Wayback Machine.]
- Сатанинські оманщики

### Інтерв'ю
- Останнє інтерв'ю Ла-Вея
- Інтерв'ю Кеннета Енґера, в якому той розповідає про Ла-Вея та Церкву Сатани

### Мультимедіа
- Відеокліп «Battle Hymn of the Apocalypse» [Архівовано 29 грудня 2011 у Wayback Machine.] — відео під музику сатанинського гімну А. Ш. Ла-Вея